# Алегрія-Дуланці
Алегрія-Дуланці (баск. Dulantzi, ісп. Alegría de Álava, офіційна назва Alegría-Dulantzi) — муніципалітет в Іспанії, у складі автономної спільноти Країна Басків, у провінції Алава. Населення — 2620 осіб (2009).
Муніципалітет розташований на відстані близько 290 км на північ від Мадрида, 13 км на схід від Віторії.
На території муніципалітету розташовані такі населені пункти: Алегрія-Дуланці (адміністративний центр), Егілета.

## Демографія
Динаміка населення (INE ):

## Галерея зображень

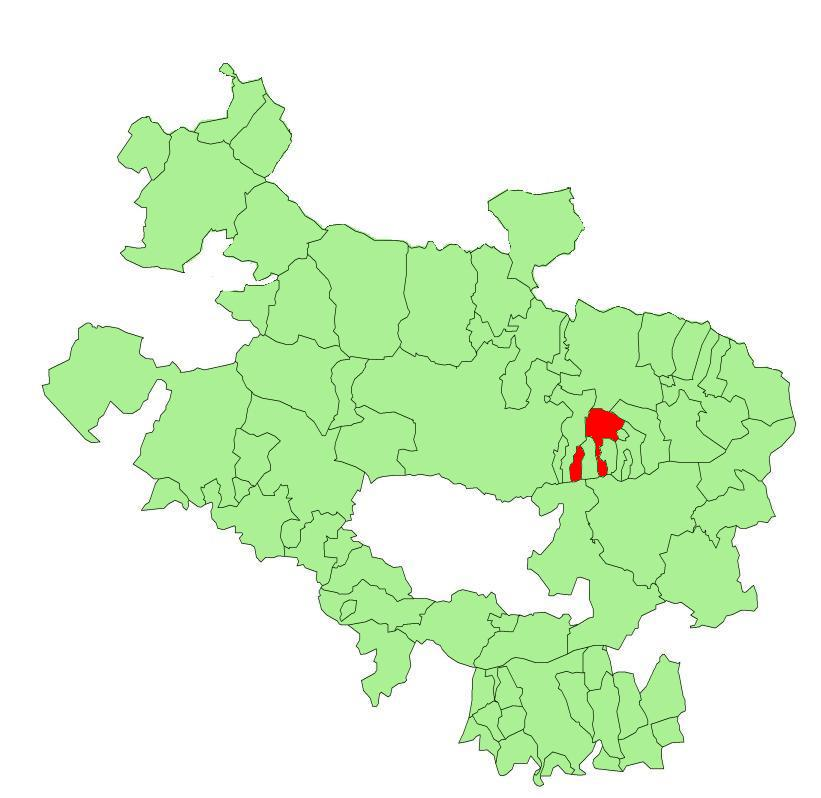
Розташування муніципалітету
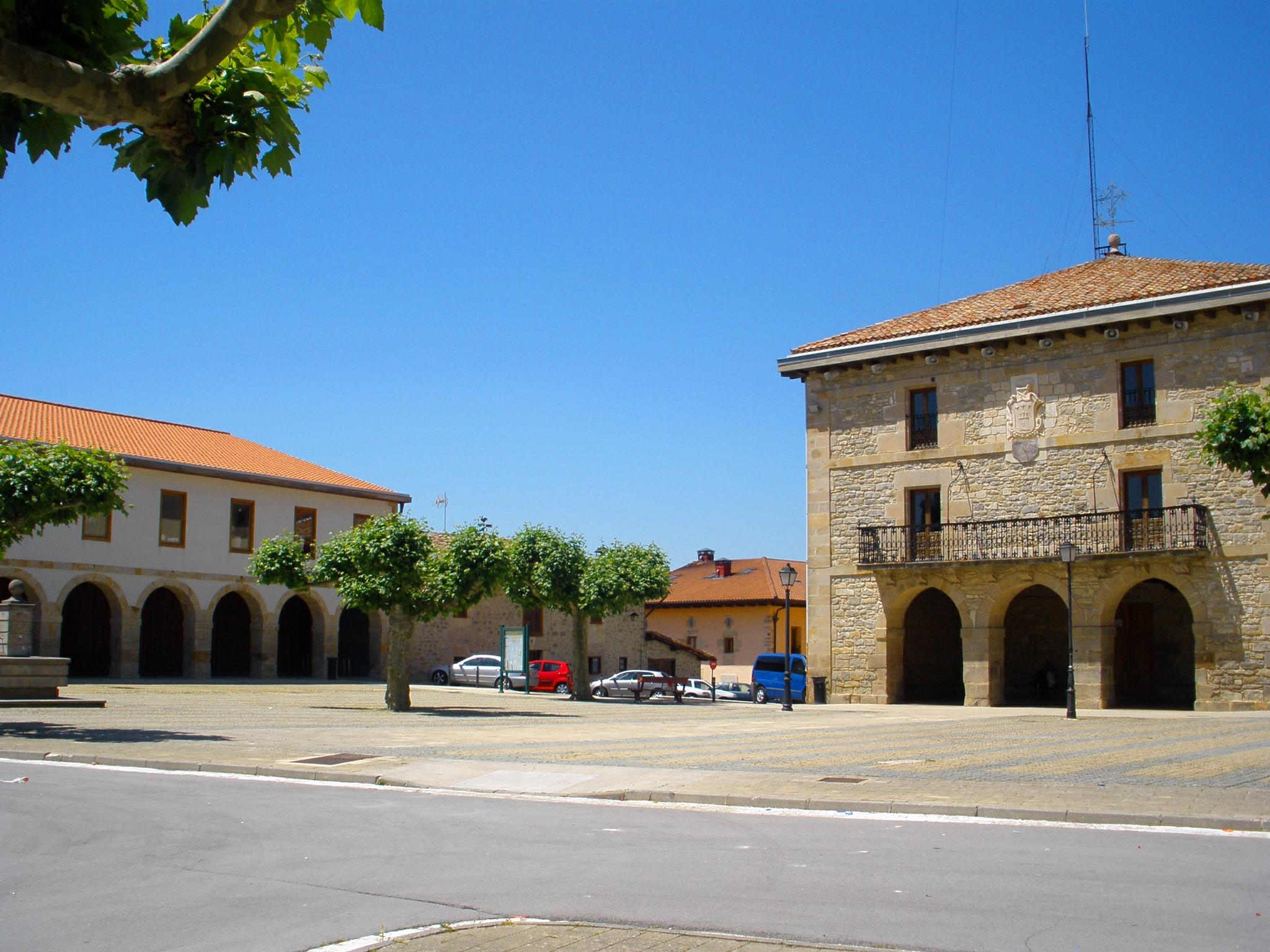
Алегрія, центральна площа
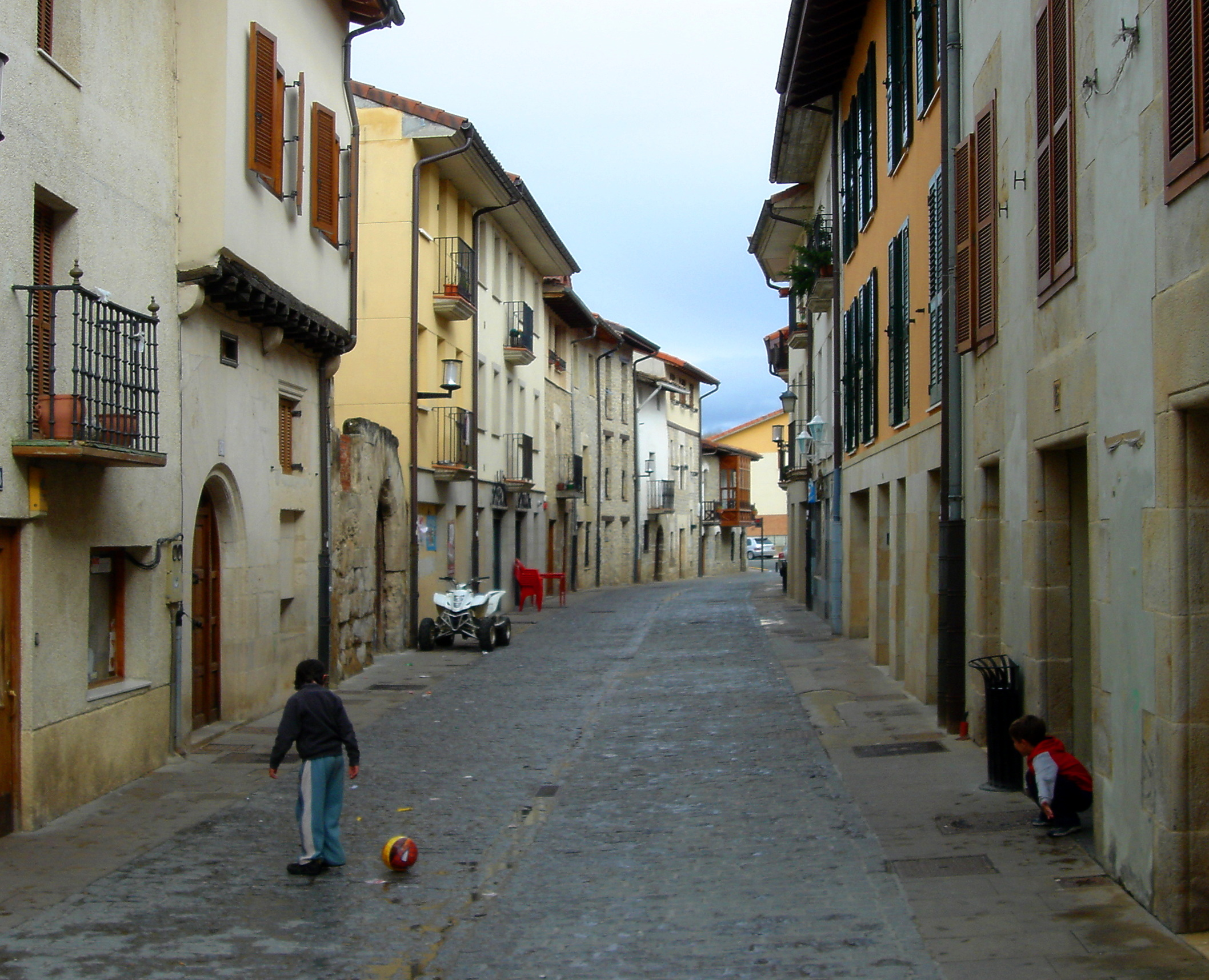
Вулиця у місті Алегрія
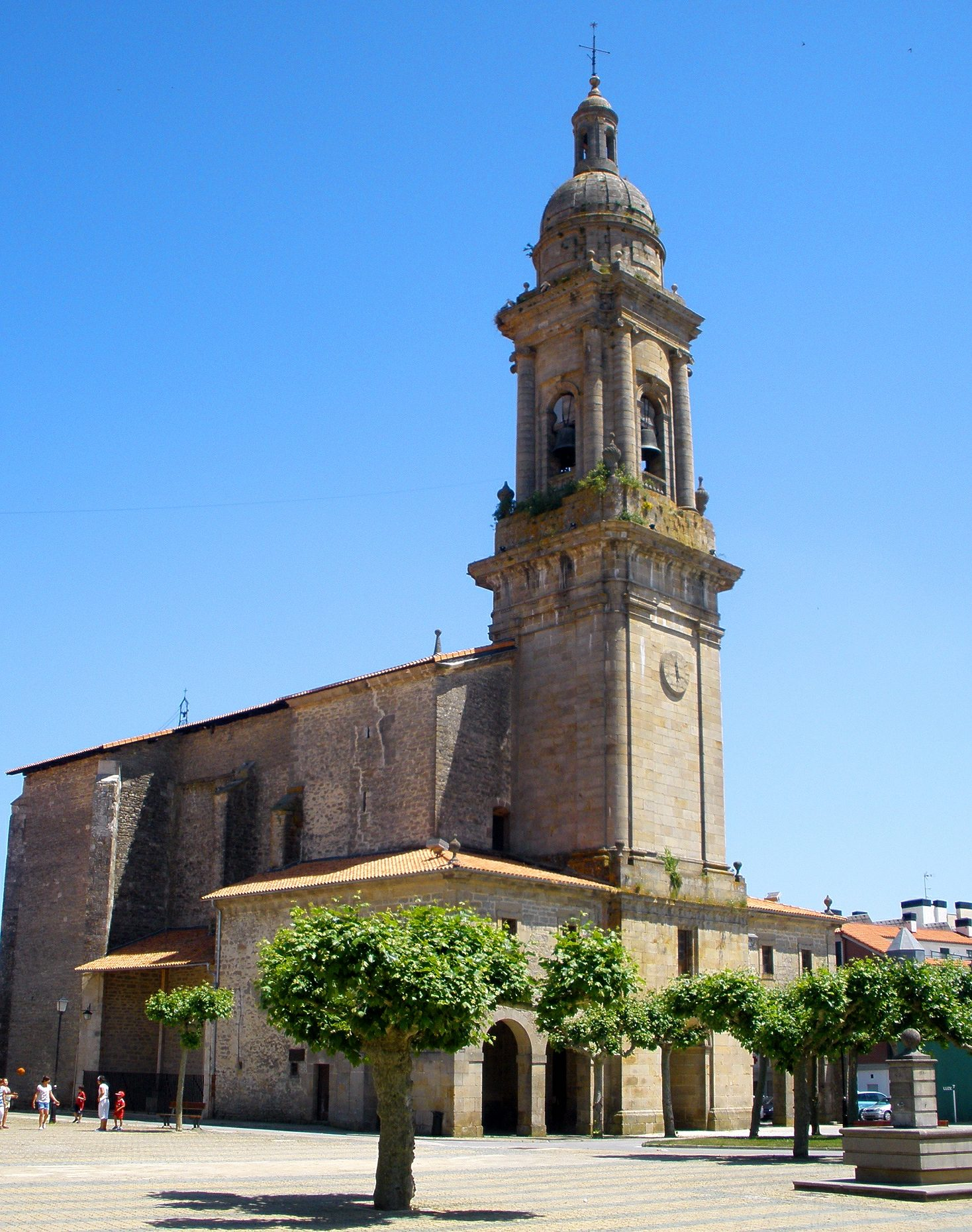
Церква Сан-Блас